# Sensor quântico
Um sensor quântico é um dispositivo que utiliza correlações quânticas para obter uma resolução melhor do que o que poderia ser alcançado pelos sistemas clássicos. Entretanto, quaisquer sensores que medem a densidade do fluxo de fótons fotossintéticos (PPFD) são freqüentemente chamados de sensores quânticos devido à natureza quantizada da radiação. O sensor quântico funciona detectando variações na microgravidade usando os princípios da física quântica, que se baseia na manipulação da natureza no nível submolecular. Um gradiômetro de gravidade quântica foi usado para encontrar um túnel enterrado ao ar livre em condições do mundo real um metro abaixo da superfície do solo em 2022.
Sensor quântico também é um termo usado em outras configurações em que sistemas quânticos emaranhados são explorados para produzir melhores relógios atômicos ou magnetômetros mais sensíveis.